# Unholyunion
Unholyunion – pierwszy album studyjny polskiej grupy black metalowej Christ Agony. Wydawnictwo ukazało się w 1993 roku nakładem wytwórni płytowej Carnage Records. Nagrania zostały zarejestrowane w gdyńskim Modern Sound Studio pomiędzy 20 a 31 lipca 1993 roku. W 2000 roku wytwórnia Pagan Records wydała Unholyunion na dwupłytowym wydawnictwie wraz z druga płytą Christ Agony pt. Daemoonseth - Act II.

## Lista utworów
Opracowano na podstawie materiału źródłowego.
| Nr | Tytuł utworu                                      | Autorzy           | Długość |
| -- | ------------------------------------------------- | ----------------- | ------- |
| 1. | „Inceremonical (Prophetical Part II)”             | Cezar, Ash, Żurek | 13:04   |
| 2. | „Darkthurnal (Eternal Shouts)”                    | Cezar, Ash, Żurek | 15:06   |
| 3. | „Dies Irae”                                       | Cezar, Ash, Żurek | 09:57   |
| 4. | „Ritualus Sceptrus (Mystery, Prophetical Part I)” | Cezar, Ash, Żurek | 14:23   |
|    |                                                   |                   | 52:30   |

## Twórcy
Opracowano na podstawie materiału źródłowego.
- Cezary "Cezar" Augustynowicz - wokal prowadzący, gitara prowadząca
- Andrzej "Ash" Get - gitara basowa, wokal wspierający
- Adam "Żurek" Żuromski - perkusja
- Tomasz Bonarowski - inżynieria dźwięku, miksowanie
- Krzysztof Lutostański - okładka, oprawa graficzna